# Lucius Quinctius Cincinnatus
Lucius Quinctius Cincinnatus (i. e. 519 – i. e. 430) római patrícius államférfi, consul és kétszer dictator. A hagyomány szerint az első alkalommal az eke szarva mellől hívták dictatornak az aequusok támadása miatt megrettent rómaiak. Cincinnatus döntő győzelmet aratott, majd mindössze két hét után lemondott. Neve a római időkben és az újkorban a mértékletesség, kötelességtudat és hazaszeretet polgári erényeinek szinonimájává vált. Több olasz és amerikai várost neveztek el róla.

## Consulsága
L. Quinctius Cincinnatus és fia, Caeso Quinctius a patríciusok és plebejusok közötti politikai küzdelemben szilárdan az előbbiek pártján álltak, és elleneztek minden törvényjavaslatot, amely több jogot adott volna a plebejusoknak. A fia, Caeso kiváló szónok és jó fizikumú ifjú volt, de a vitákban sokszor folyamodott tettlegességhez, a néptribunusokat gyakran megverte és elvette ruhájukat. Sok ellenséget szerzett és i. e. 461-ben főbenjáró ügyben bíróság elé állították, többek között halált okozó testi sértésért. A bíróság előtt gőgösen viselkedett, és úgy tűnt, el fogják ítélni. Éjszaka azonban megszökött, és az etruszkokhoz menekült száműzetésbe. Az óvadékát - 3000 ast, igen jelentős összeget - az apján, Cincinnatuson hajtották be, akinek pénzzé kellett tennie vagyonát, és ezt követően egy kunyhóban élt a Tiberis túlpartján, maradék földjét művelve.
A következő évben fellázadt rabszolgák elfoglalták a Capitoliumot, és a velük való küzdelemben elesett Publius Valerius Publicola consul. Helyére a patríciusok támogatásával Cincinnatust választották helyettes (suffectus) consullá. Consulsága idején erős kézzel helyreállította a rendet, és megakadályozta - sorozással fenyegetőzve, a lázadás idején tett eskü alapján -, hogy a tribunusok új törvényjavaslatokat nyújtsanak be. Bár sok támogatója lett volna, a következő évi consulválasztáson nem indult.

## Első dictatorsága

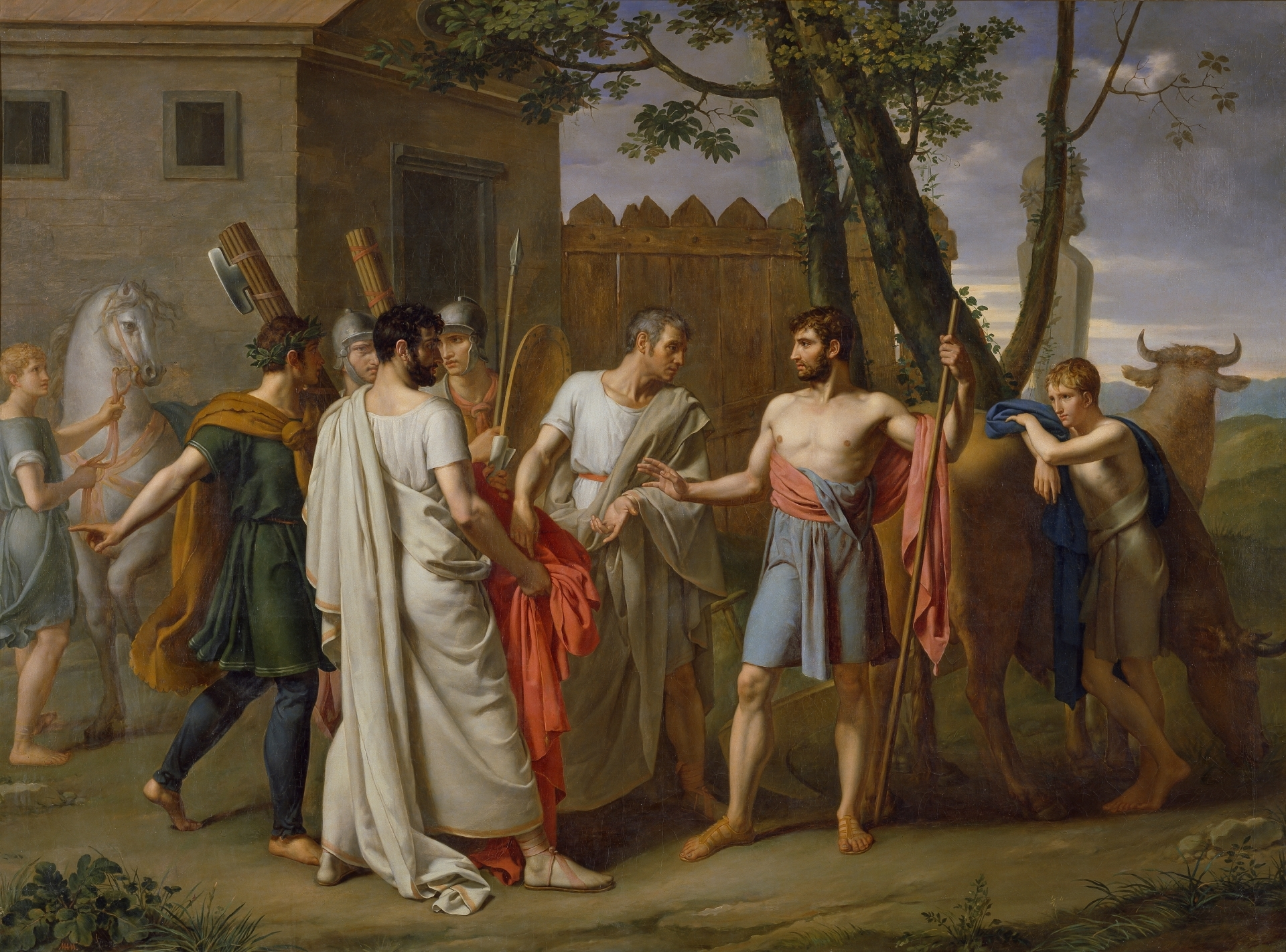
Cincinnatus otthagyja földjét, hogy Róma diktátora legyen (Juan Antonio Ribera képe, 1806)

458-ban Róma a szabinokkal és az aequusokkal háborúzott. A szabinok Eretumnál körbezárták Lucius Minucius consul seregét, és csak néhány lovas tudott kiszabadulni, hogy a hírt megvigye a városba. Rómában pánik tört ki és a szenátus felhatalmazta a másik consult, Horatius Pulvillust, hogy dictatort nevezzen ki, ő pedig Cincinnatust javasolta. Titus Livius így írt a történtekről:
A római nép államának egyetlen reménysége, L. Quinctius, négy hold földjét művelte a Tiberisen túl, szemben azzal a hellyel, ahol most a hajós műhelyek állanak - ma Quinctius-féle rét a neve. Éppen árkot ásott, egy ásónyélnek nekifeszülve, vagy szántott, annyi bizonyos, hogy néminemű mezei munkával foglalatoskodott, amikor a követek, kölcsönös üdvözlések után megkérték: öltse fel tógáját, s mind a maga, mind az állam javára, hallgassa meg a senatus megbízását. Cincinnatus csodálkozva kérdezi: "Talán nincs rendben minden?" Majd arra kéri feleségét, Raciliát, hozza elő hamarosan kunyhójából a tógáját. Aztán letörölvén magáról a port, a verítéket, felöltözve lefelé indul, a követek pedig szerencsét kívánva neki, mint dictatort köszöntik, és meghívják Rómába; elmondják neki, mekkora a rémület a hadseregben.
Cincinnatus felfüggesztette a törvénykezést, bezáratta a csapszékeket és elrendelte, hogy minden katonaköteles korban levő férfi jelenjen meg a Mars-mezőn, és hozzon magával tizenkét karót. A sereggel a körbezárt consulhoz sietett, és elkezdte sánccal bekeríteni az ostromló aequusokat. Azok megpróbálták ezt megakadályozni, de ekkor a consul is kitört szorongatott helyzetéből. Az aequusok visszaverték a támadását, de eközben elkészült Cincinnatus sánca, és a menekülés reménye nélkül beszorultak a két római sereg közé. Fegyvereiket letéve megadták magukat, a dictator pedig foglyul ejtette vezetőiket, az aequus sereget pedig azzal alázta meg, hogy - három lándzsanyélből készített - iga alatt vonultatta el őket.
A diadalmenete után még megvárta míg lezajlik annak az embernek a tárgyalása, aki - mint kiderült - annak idején hamisan vádolta meg a fiát és a pere már régóta húzódott, majd dictatorsága tizenhatodik napján lemondott az elvben fél évig tartó, korlátlan hatalommal járó tisztségről, és visszatért a földjére.

## Második dictatorsága

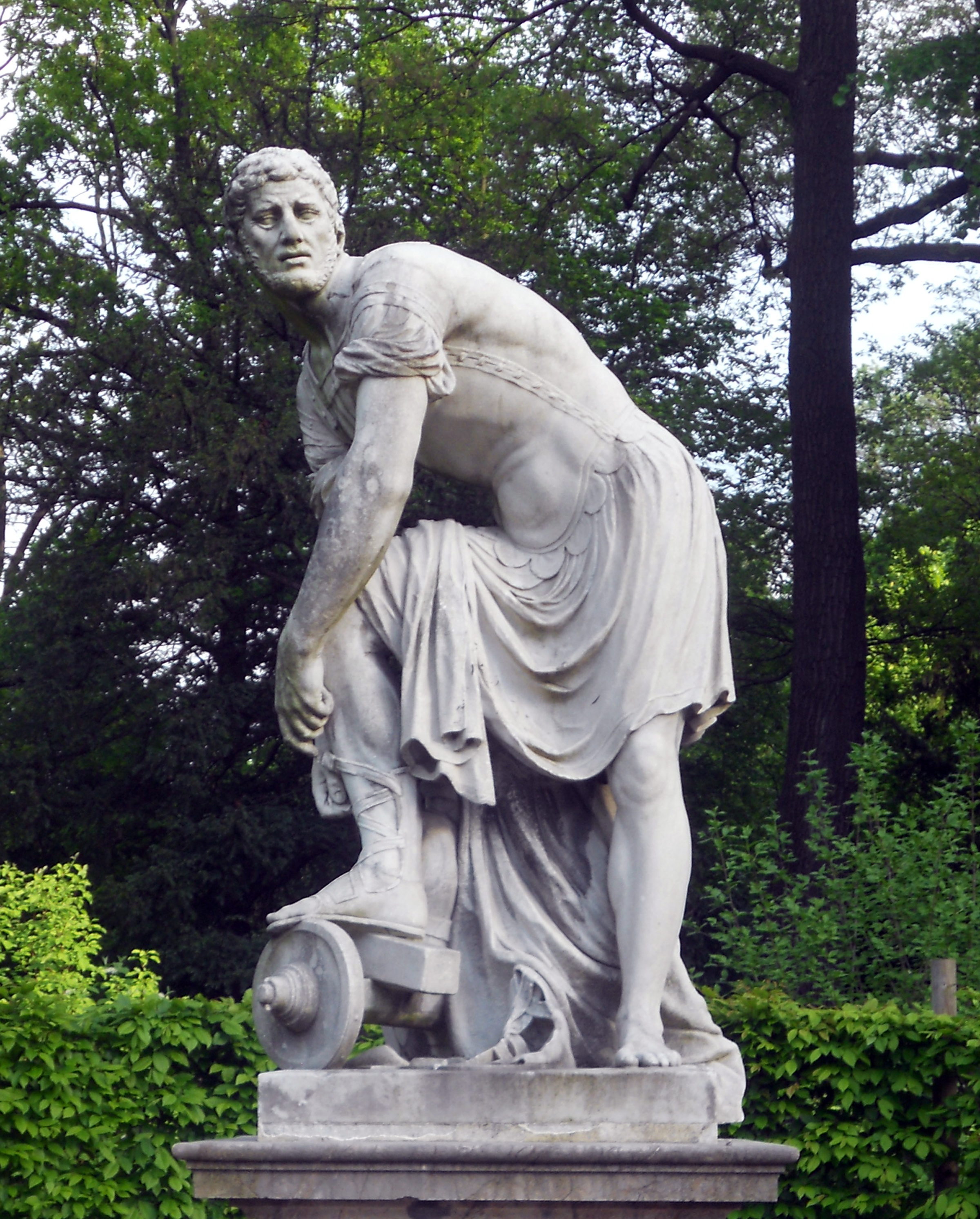
Cincinnatus szobra Schönbrunnban

439-ben egy Spurius Maelius nevű gazdag lovag összeesküvést szőtt, hogy magához ragadja a hatalmat, és visszaállítsa a királyságot. Gabonaosztogatásával nagy népszerűségre tett szert, és fegyvert gyűjtött híveinek. A consulok nem mertek fellépni ellene, és inkább újból megtették dictatornak az erőskezű Cincinnatust (bár már elmúlt nyolcvanéves). Ő C. Servilius Ahalát tette meg a lovasság főparancsnokának, és utasította, hogy vigye elé Maeliust. Maelius ellenállt a letartóztatásnak, hívei kiragadták a lictorok kezéből, Ahala azonban utolérte és leszúrta. Miután az erőszakos hatalomátvétel veszélye megszűnt, Cincinnatus lemondott.
Cincinnatus már életében legendává vált, egyik fiát, T. Quinctiust azért mentették fel egy vesztes csata utáni felelősségrevonástól, mert senki nem mert ilyen hírt vinni az öreg Cincinnatusnak. Az újkorban elsősorban az Egyesült Államokban újult meg Cincinnatus emlékezete. George Washingtont gyakran hasonlították össze vele, miután a győztes függetlenségi háború után lemondott az abszolút hatalommal járó katonai fővezérségről. Cincinnatus vált a szorgalmasan dolgozó, veszély esetén pedig hazájáért küzdő polgár eszményképévé. Róla nevezték el az olaszországi Cincinnato és a New York állambeli Cincinnatus városát. Az amerikai függetlenségi háború veteránjai alapították a Cincinnatusok Társasága (Society of Cincinnati) szervezetet, ennek tiszteletére nevezték el a Ohio állambeli Cincinnati várost.